# 第七代薩瑟蘭公爵法蘭西斯·埃格頓
第七代薩瑟蘭公爵法蘭西斯·羅納德·埃格頓（英語：Francis Ronald Egerton, 7th Duke of Sutherland；1940年2月18日—）是一名聯合王國貴族，出身於埃格頓家族的布里奇沃特分支。

## 生平

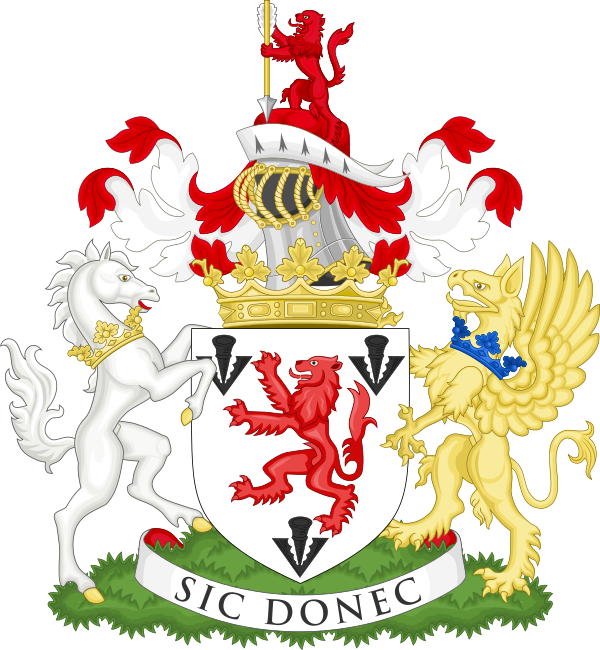
薩瑟蘭公爵紋章，以「所以直到（Sic Donec）」為銘言。

法蘭西斯·埃格頓是第三代埃爾斯米爾伯爵之孫西里爾·雷金納德·埃格頓與羅納德·休·坎貝爾之女瑪麗·坎貝爾的兒子。他曾先後就讀於伊頓公學和皇家農業學院。
2000年7月21日，法蘭西斯的堂伯父、第六代薩瑟蘭公爵約翰·埃格頓無嗣逝世，他因此作為血緣最接近者繼承其爵位為第七代薩瑟蘭公爵及第六代埃爾斯米爾伯爵。法蘭西斯在此同時也繼承了薩瑟蘭公爵家族的財產，其中大部分是由第一代公爵的舅舅第三代布里奇沃特公爵收集的一系列藝術收藏品。他在2008年以5,000萬英鎊的價格向倫敦國家美術館售出了藏品系列中由提齊安諾·維伽略繪製的畫作《黛安娜與阿克泰翁》。
法蘭西斯在2009年星期日泰晤士報富豪榜中排名第107名，估計擁有包括默頓府和斯特奇沃斯府在內、價值約4.8億英鎊的藝術品及土地等財產。他在2020年星期日泰晤士報富豪榜上則被估計擁有5.85億英鎊的財產。

## 婚姻與子嗣
法蘭西斯在1974年5月11日與愛德華·亞歷山大·威爾莫特·威廉姆斯少將之女維多利亞·瑪麗·威廉姆斯結婚，二人婚後育有兩個兒子：
- 斯塔福德侯爵詹姆斯·格蘭維爾·埃格頓（出生於1975年8月12日）：與芭芭拉·露絲·施奈德結婚，夫妻二人育有四個女兒：
  - 伊莎貝爾·維多利亞·埃格頓女勳爵（出生於2007年12月10日）
  - 路易絲·安娜·埃格頓女勳爵（出生於2010年1月7日）
  - 維奧萊特·瑪麗·埃格頓女勳爵（出生於2011年11月11日）
  - 夏洛特·梅布爾·埃爾斯米爾·埃格頓女勳爵（出生於2015年3月26日）
- 亨利·亞歷山大·埃格頓勳爵（出生於1977年2月28日）：與哈麗特·卡特結婚，夫妻二人育有三個女兒：
  - 比阿特麗斯·喬治娜·埃格頓（出生於2005年6月7日）
  - 費內拉·西比拉·埃格頓（出生於2008年1月18日）
  - 露絲·伊芙琳·埃格頓（出生於2011年3月20日）